# Malo jažinačko jezero
Malo jažinačko jezero (alb. Liqeni i vogël i Jazhincës, srp. Мало јажиначко језеро) je malo jezero na Šar planini na Kosovu. Nalazi se na nadmorskoj visini od 2,200 m, a ima najveću duljinu od 50 m i najveću širinu od 30 m. Jezero je okruženo velikim stijenama.
Oko 1 km JZ je i Veliko jažinačko jezero.